# Opština Debar
Debar (makedonsky Дебар, albánsky Komuna e Dibrës) je opština na západě Severní Makedonii. Debar je také název města, které je centrem opštiny. Nachází se v Jihozápadním regionu.

## Geografie
Opština sousedí na severovýchodě s opštinou Mavrovo a Rostuša, na jihovýchodě s opštinou Kičevo, na jihu s opštinou Centar Župa a na západě s Albánií.
Centrem opštiny je město Debar. Pod něj spadá dalších 17 vesnic:
| Vesnice          | Počet obyvatel |
| ---------------- | -------------- |
| Banište          | 90             |
| Bomovo           | 0              |
| Dolno Kosovrasti | 813            |
| Džepište         | 499            |
| Gari             |                |
| Gorno Kosovrasti | 818            |
| Hame             | 135            |
| Konjari          | 0              |
| Krivci           | 9              |
| Mogorče          | 1 794          |
| Osoj             |                |
| Otišani          | 530            |
| Rajčica          | 131            |
| Selokuki         | 104            |
| Spas             | 32             |
| Tatar Elevci     | 10             |
| Trnanik          | 0              |

## Demografie
Podle posledního sčítání lidu z roku 2021 žije v opštině 15 412 obyvatel. Etnickými skupinami jsou:
- Albánci – 8 438 (54,75 %)
- Makedonci – 1 155 (7,49 %)
- Turci – 2 733 (17,73 %)
- Romové – 1 140 (7,4 %)
- ostatní a neuvedené – 1 931 (12,53 %)